# Wolfgang Flöttl
Wolfgang Flöttl (* 1. Oktober 1955 in Wien) ist ein österreichischer Investmentbanker mit Wohnsitzen in New York und auf den Bermudas. Er gehörte zu den Schlüsselfiguren und Hauptangeklagten der BAWAG-Affäre, wurde aber letztinstanzlich von allen Anklagepunkten freigesprochen.

## Ausbildung
Nach dem Gymnasium studierte Flöttl vier Jahre Rechtswissenschaften an der Universität Wien. Anschließend studierte er ein Jahr an der London School of Economics in London, danach zwei Jahre in Harvard, wo er auch seine spätere Frau Anne Eisenhower, die Enkelin des US-Präsidenten Dwight D. Eisenhower, kennenlernte. Diese heiratete er 1988, ließ sich 1989 von ihr scheiden und heiratete sie 1991 erneut. 2018 reichte Eisenhower die Scheidung ein.

## Karriere
1981 trat er in die Wall Street Investmentbank Kidder, Peabody & Co. ein, wo er es in sechs Jahren zum Vizepräsidenten brachte. Im Juni 1987 gründete er die Investmentfirma Ross Capital Markets Ltd. In rascher Folge gründete er weitere Firmen wie „International Asset Management“ und „EBT Securities Ltd“ (an der auch die BAWAG beteiligt war), wo übrigens der heutige Chef der dortigen Finanzmarktaufsichtsbehörde Managing Director war. Von 1993 bis 1998 war er weiters im Aufsichtsrat der Julius Meinl Investment GmbH sowie jenem der Julius Meinl International AG, der Dachholding der früheren Lebensmitteleinzelhandelskette tätig.
Als sein Vater Walter Flöttl Generaldirektor der BAWAG war, wurde er 1987 das erste Mal ermächtigt, im Auftrag der Bank mit deren Geld hochriskante Währungsspekulationen durchzuführen. Diese mussten aber 1994 mit Gewinn eingestellt werden, nachdem die Öffentlichkeit empört auf Geschäfte dieser Art reagiert hatte. Nach dem Amtsantritt von Helmut Elsner 1995 als Generaldirektor der BAWAG wurden die Geschäftsbeziehungen erneut aufgenommen, die angeblich bis Oktober 1998 Gewinn abwarfen, dann aber mit einem Verlust von 600 Millionen USD endeten, da der US-Dollar gegenüber dem Yen rapide an Wert verlor. Ende 1999 wurde Wolfgang Flöttl über seine Firma Pace Capital Limited erneut von der BAWAG beauftragt in Uni-Bonds zu investieren. Aber auch dieses Geschäft endete mit einem Verlust von 430 Millionen Euro. Diese Verlustgeschäfte für die BAWAG blieben lange Zeit geheim und kamen erst im Zuge der BAWAG-Affäre 2006 ans Tageslicht.
1999 soll Wolfgang Flöttl den früheren Bundeskanzler Franz Vranitzky nach Aussagen von Vranitzky als Berater für die Euroeinführung engagiert haben, und ihm dafür ca. 72.000 Euro bezahlt haben. In einem Zeit im Bild-2-Interview auf ORF vom 20. September 2006 sagte Flöttl jedoch, er sei von Helmut Elsner gedrängt worden, Franz Vranitzky das Geld zu überweisen; da Flöttl nicht im Euro-Raum investiert habe, habe es keine Beratungstätigkeit Vranitzkys gegeben. Es gibt Spekulationen, ob Überweisungen an die BAWAG über Stiftungen auch der Parteienfinanzierung der SPÖ dienten. Diese Behauptungen wurden allerdings bisher nicht bewiesen.

### BAWAG-Prozess
Im ersten Bawag-Prozess wurde er am 4. Juli 2008 nicht rechtskräftig zu 2,5 Jahren Haft, davon 20 Monate auf Bewährung, verurteilt. Das Urteil wurde vom OGH im Dezember 2010 aufgehoben und das Verfahren an die erste Instanz zur Neuverhandlung zurückverwiesen. Im zweiten Bawag-Prozess erfolgte schließlich am 18. Dezember 2012 der Freispruch vom Vorwurf der Untreue. Das Urteil ist mit 15. Mai 2013 rechtskräftig. Im Zuge der Paradise-Papers-Affäre wurde jedoch bekannt, dass er laut Firmenregister der Karibik-Insel Aruba dort sieben Gesellschaften unterhielt und diese erst 1999 und 2000 nach und nach auflöste, erst nachdem die BAWAG-Gelder (angeblich) verloren waren.